# چخماق‌بلاغ سفلی (هریس)
چخماق‌بلاغ سفلی یکی از روستاهای استان آذربایجان شرقی است که در دهستان مواضع‌خان شمالی بخش خواجه شهرستان هریس واقع شده‌است.